# Hector Livius Sixma van Heemstra (1921-2001)
Hector Livius Sixma baron van Heemstra (Sassenheim, Huis ter Leede, 30 mei 1921 – Zutphen, 7 december 2001) was een Nederlands politicus van de CHU
Hij werd geboren als zoon van officier en hofdienaar Cornelis Schelto Sixma baron van Heemstra (1879-1942) en Johanna gravin Schimmelpenninck (1889-1971).      In 1939 begon hij een driejarige opleiding voor de zeedienst bij het Koninklijk Instituut voor de Marine in Willemsoord. In mei 1940, ten tijde van de inval van Nazi-Duitsland, ontkwam hij met de marine naar Engeland, waar hij zijn opleiding vervolgde en in april 1944 werd bevorderd tot luitenant-ter-zee 4e klas. In 1952 verliet hij de marine, waarop hij op Fogelsanghstate te Veenklooster ging wonen. Hij was volontair bij de gemeente Tietjerksteradeel, tevens directeur van het Streekmuseum Fogelsanghstate, voordat hij in december 1955 benoemd werd tot burgemeester van Fijnaart en Heijningen. Eind 1964 keerde hij terug naar Friesland als burgemeester van Gaasterland, tot de Friese gemeentelijke herindeling van 1984. Daarmee kwam na 28 jaar een einde aan zijn burgemeesterschap. Hij overleed op tachtigjarige leeftijd.
Hij trouwde in 1956 met Christine Carina barones van Dedem (1932), telg uit het geslacht Van Dedem, met wie hij twee zonen kreeg.
- Nederlandse Thesaurus van Auteursnamen: 241723027
- Virtual International Authority File: 291291928
- WorldCat: E39PBJhCK96PTx7Bbj9CjtkVYP